# Leo Castellucci
Leo Castellucci (Forlì, 22 settembre 1926 – Forlì, 22 gennaio 2017) è stato un ciclista su strada italiano, professionista dal 1948 al 1952.

## Carriera
Tra i dilettanti fu, a sorpresa e neanche ventenne, campione italiano di categoria nel 1946 a Bologna. Fu poi attivo come professionista dal 1948 al 1952 con le maglie di Legnano, Arbos e Welter. Ottenne due vittorie nella massima categoria: nel 1949 si impose nel Trofeo Cirio, mentre l'anno successivo ottenne una vittoria di tappa al Giro delle Dolomiti. Colse anche piazzamenti di rilievo, come i terzi posti alla Coppa Bernocchi 1948 e al Giro di Toscana 1949, il secondo posto alla Coppa Placci 1950, il quinto al Giro dell'Appennino 1948 e il sesto al Giro dell'Appennino 1950.

## Palmarès
- 1946 (dilettanti)

Coppa Città di Gambettola
Campionati italiani, Prova in linea dilettanti
Coppa Guglielmo Miserocchi
- 1947 (dilettanti)

Bologna-Raticosa
Coppa Luigi Arcangeli
- 1949 (Arbos, una vittoria)

Trofeo Cirio
- 1950 (Arbos, una vittoria)

2ª tappa Giro delle Dolomiti (Trento > Alleghe)

## Piazzamenti

### Grandi Giri
- Giro d'Italia

1948: 29º
1949: ritirato
1950: 30º
1952: 72º

### Classiche monumento
- Milano-Sanremo

1949: 45º
1950: 53º
1951: 75º
- Parigi-Roubaix

1949: 61º
- Giro di Lombardia

1948: 19º
1949: 14º
1950: 33º